# Gălăuțaș
Gălăuțaș (węg. Galócás) – wieś w Rumunii, w okręgu Harghita, w gminie Gălăuțaș. W 2011 roku liczyła 1794 mieszkańców.